# Валютне регулювання
Валю́тне регулюва́ння (англ. Exchange control) — це діяльність держави та уповноважених нею органів щодо регламентації валютних відносин економічних суб'єктів та їх діяльності на валютному ринку.
Валютні обмеження — це система нормативних правил, встановлених законодавчим або адміністративним чином і направлених на обмеження валютних операцій.
Валютні блокади — заходи, що вживаються державою з обмеження обігу в країні валюти іншої країни, з метою спонукати цю країну виконати певні вимоги.
Валютний контроль — це побудована на основі митних органів держави система контролю за валютними операціями, що здійснюються резидентами та нерезидентами у зв'язку з їх зовнішньоекономічною діяльністю.

## Регулювання в Україні
Згідно статті 1 Закону України «Про валюту та валютні операції» під валютний нагляд підпадають резиденти та нерезиденти, фізичні та юридичні особи, фізособи-підприємці, інші суб'єкти господарювання, дипломатичні, консульські, торговельні та інші офіційні представництва як України, так і розташовані на її території, відокремлені підрозділи юросіб.
Згідно пункту 4 статті 11 Закону України « Про валюту та валютні операції» валютний нагляд за уповноваженими установами здійснює Національний банк України, та Центральний орган виконавчої влади, що реалізує державну податкову політику, здійснює валютний нагляд за дотриманням резидентами (крім уповноважених установ) та нерезидентами вимог валютного законодавства.
Правила вивезення і ввезення національної валюти та організації міжнародних розрахунків — у цій сфері НБУ виконує такі функції:
- здійснює валютну політику на підставі принципів загальної економічної політики України;
- складає спільно з Кабінетом Міністрів України платіжний баланс України;
- контролює дотримання затвердженого Верховною Радою ліміту зовнішнього державного боргу України; визначає ліміти заборгованості в іноземній валюті уповноважених банків нерезидентів;
- нагромаджує, зберігає і використовує резерви валютних цінностей для здійснення державної валютної політики; видає ліцензії на здійснення валютних операцій та приймає рішення про їх скасування;
- визначає способи встановлення і використання валютних (обмінних) курсів іноземних валют, виражених в іноземній валюті або у розрахункових (клірингових) одиницях.

Згідно з п. 6 розділу ІІ Інструкцієї № 7 Банк здійснює валютний нагляд за дотриманням резидентами граничних строків розрахунків за операцією з експорту товарів, якщо на дату митного оформлення продукції або виконання резидентом робіт, надання послуг, експорту прав інтелектуальної власності, інших немайнових прав, призначених для продажу (оплатної передачі), розрахунки за такою операцією не завершені (тобто, кошти від продажу нерезиденту товару на поточний рахунок резидента не надійшли або надійшли не у повному обсязі) або в банку немає інформації про завершення розрахунків за такою.
Відповідно до пункту 1 статті 12 Закону України «Про валюту та валютні операції» граничні строки розрахунків Національним банком України можуть встановлюватися лише за наявності ознак нестійкого фінансового стану банківської системи, погіршення стану платіжного балансу України, виникнення обставин, що загрожують стабільності банківської та/чи фінансової системи держави. При цьому відповідно до пункту 21 розділу 2 Положення НБУ «Про заходи захисту та визначення порядку здійснення окремих операцій в іноземній валюті» граничні строки розрахунків становлять 365 календарних днів.
Згідно з пунктом 22 розділу 2 Положення НБУ «Про заходи захисту та визначення порядку здійснення окремих операцій в іноземній валюті» граничні терміни не поширюються на операції з експорту та імпорту сума якої є менша ніж розмір, передбачений статтею 20 Закону України «Про запобігання та протидію легалізації (відмиванню) доходів, одержаних злочинним шляхом, фінансуванню тероризму та фінансуванню розповсюдження зброї масового знищення», крім дроблення операцій з експорту товарів або дроблення валютних операцій.
28 квітня 2020 р. у зв'язку з набранням чинності Закону України «Про запобігання та протидію легалізації (відмиванню) доходів, одержаних злочинним шляхом, фінансуванню тероризму та фінансуванню розповсюдження зброї масового знищення» зовнішньоекономічні операції в розмірі до 400 тис. грн тепер не підлягають валютному нагляду.

## Завершення валютного нагляду
Пунктом 9 Інструкції № 7 зазначено, що Банк завершує здійснення валютного нагляду за дотриманням резидентами граничних строків розрахунків:
1. якщо сума незавершених розрахунків за операцією з експорту, імпорту товарів не перевищує незначної суми;
2. у разі експорту товару — після зарахування на поточний рахунок резидента в банку грошових коштів, що надійшли від нерезидента за товар;
3. у разі імпорту продукції, яка ввозиться в Україну, — після отримання інформації з реєстру МД про здійснення поставки за імпортною операцією з оформленням МД типу IM-40 «Імпорт», IM-41 «Реімпорт», ІМ-51 «Переробка на митній території», IM-72 «Безмитна торгівля», IM-75 «Відмова на користь держави», IM-76 «Знищення або руйнування» (якщо продукція згідно із законодавством України підлягає митному оформленню) або після пред'явлення резидентом документа (крім МД), який використовується для митного оформлення продукції (якщо на продукцію, що імпортується, згідно із законодавством України не оформляється МД);
4. у разі імпорту робіт, послуг, прав інтелектуальної власності та інших немайнових прав, призначених для продажу (оплатної передачі), — після пред'явлення резидентом акта, рахунку (інвойсу) або іншого документа який засвідчує виконання нерезидентом робіт, надання послуг, передавання прав інтелектуальної власності та інших немайнових прав, призначених для продажу (оплатної передачі);
5. у разі  імпорту продукції без її увезення на територію України;
6. у разі заміни кредитора в зобов'язанні за операцією з експорту товарів.

Вимога щодо завершення валютного нагляду за дотриманням резидентами граничних строків розрахунків, якщо сума незавершених розрахунків за операцією з експорту, імпорту товарів не перевищує незначну суму, не застосовується у разі дроблення операцій з експорту товару або дроблення валютних операцій.
Дроблення операції з експорту товару — це штучне ділення поставки товару за операцією з експорту товару, що передбачає одночасну наявність таких ознак:
- операції з експорту товару здійснюються одним резидентом;
- операції, пов'язані між собою одним контрагентом-нерезидентом та договором (контрактом, угодою, іншим документом, що застосовується у міжнародній практиці та може вважатися договором);
- сума кожної операції з експорту товару є меншою, ніж розмір, установлений для фінансових операцій, що підлягають обов'язковому фінансовому моніторингу;
- сума операцій з експорту товару за календарний місяць перевищує десятикратний розмір операції на незначну суму.

## Штрафи при порушенні строків розрахунків у іноземній валюті
Порушення резидентами строку розрахунків згідно статті 13 Закону України «Про валюту та валютні операції» тягне за собою нарахування пені за кожний день прострочення в розмірі 0,3 відсотка суми неодержаних грошових коштів за договором (вартості недопоставленого товару) у національній валюті (у разі здійснення розрахунків за зовнішньоекономічним договором (контрактом) у національній валюті) або в іноземній валюті, перерахованій у національну валюту за курсом Національного банку України, встановленим на день виникнення заборгованості. Загальний розмір нарахованої пені не може перевищувати суми неодержаних грошових коштів за договором (вартості недопоставленого товару).
Платник податків зобов'язаний сплатити нараховану суму грошового зобов'язання протягом 10 календарних днів, що настають за днем отримання податкового повідомлення-рішення, крім випадків, коли протягом такого строку такий платник податків розпочинає процедуру оскарження рішення контролюючого органу.
Нарахування пені за порушення строків розрахунків за операціями з експорту та імпорту товарів зупиняється: перший випадок — у зв'язку з виникненням форс-мажорних обставин; другий — у разі прийняття до розгляду судом, міжнародним комерційним арбітражем позовної заяви резидента про стягнення з нерезидента заборгованості, що виникла внаслідок недотримання нерезидентом строку, передбаченого зовнішньоекономічним договором (контрактом), або прийняття до провадження уповноваженим органом відповідної країни документа про стягнення такої заборгованості з боржника-нерезидента на користь резидента в позасудовому (досудовому) примусовому порядку.
За порушення терміну сплати пені, нарахованої контролюючим органом за порушення резидентами терміну розрахунків за операціями з експорту та імпорту товарів, такі резиденти притягуються до відповідальності у вигляді штрафу у розмірах, встановлених п. 126.1 ПКУ. Згідно з п. 126.1 ПКУ якщо платник податків не сплачує узгоджену суму грошового зобов'язання протягом строків, визначених ПКУ, такий платник податків притягується до відповідальності у вигляді штрафу у таких розмірах: при затримці до 30 календарних днів включно, наступних за останнім днем строку сплати суми грошового зобов'язання, — у розмірі 10 % погашеної суми податкового боргу; при затримці більше 30 календарних днів, наступних за останнім днем строку сплати суми грошового зобов'язання, — у розмірі 20 % погашеної суми податкового боргу.